# Калијин мир
Калијин мир је мир склопљен 449. п. н. е. између Персије и грчког савеза (Делски савез предвођен Атином). Тим миром су завршени Грчко-персијски ратови. Калија је био главни преговарач са грчке стране. Персија је непрекидно губила територије после Ксерксове инвазије 479. п. н. е. Због тога је била спремна на мир.
Одредбе тог мира су:
- јонски полиси у Малој Азији добијају аутономију
- забрањује се успостављање сатрапија на егејској обали.
- забрањује се персијским бродовима пролаз кроз Егејско море
- Грцима се забрањује да помажу побуне против Персије или се мешају на Кипру, Либији, Египту и персијским територијама Мале Азије[1] (Атина је у то време изгубила флоту која је помагала египатску побуну против Персије[2]).

Поједини историчари су тврдили да тај мир никад није потписан. Чак и да је тако ипак је постојао некакав споразум, којим су окончана непријатељства.
После тога није било директних борби Грка и Персије, али Персија се меша у односе међу грчким полисима следећих 20 година.
То мешање је било тог обима да помаже победи Спарте у Пелопонеским ратовима.